# ルクミン

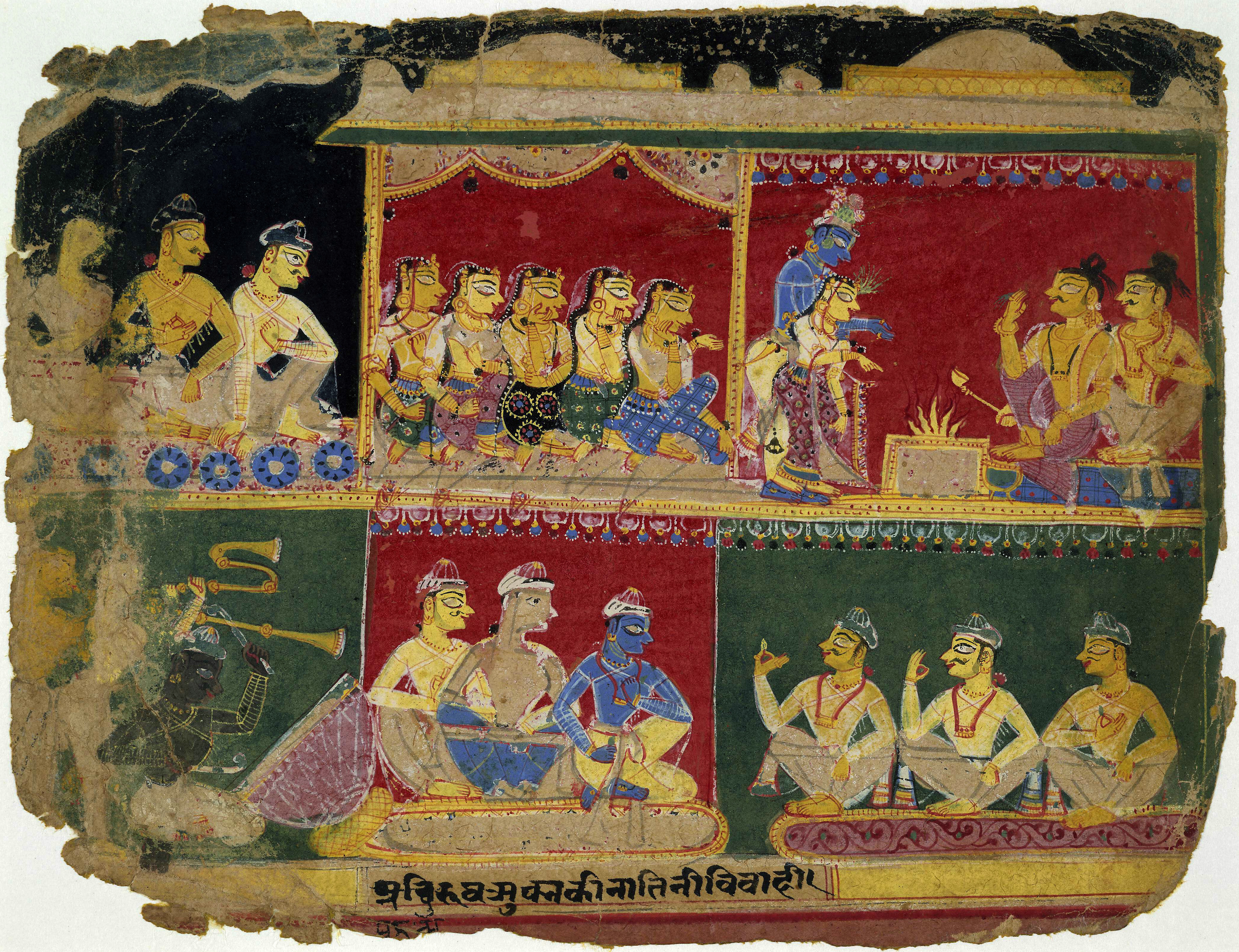
『バーガヴァタ・プラーナ』の原稿の挿絵。上段にルクミンの孫ローチャナーとアニルッダの結婚を、下段にルクミンの祝宴（おそらくルクミンと政治顧問、アニルッダ、プラデュムナ）を描いている。16世紀。大英博物館所蔵。

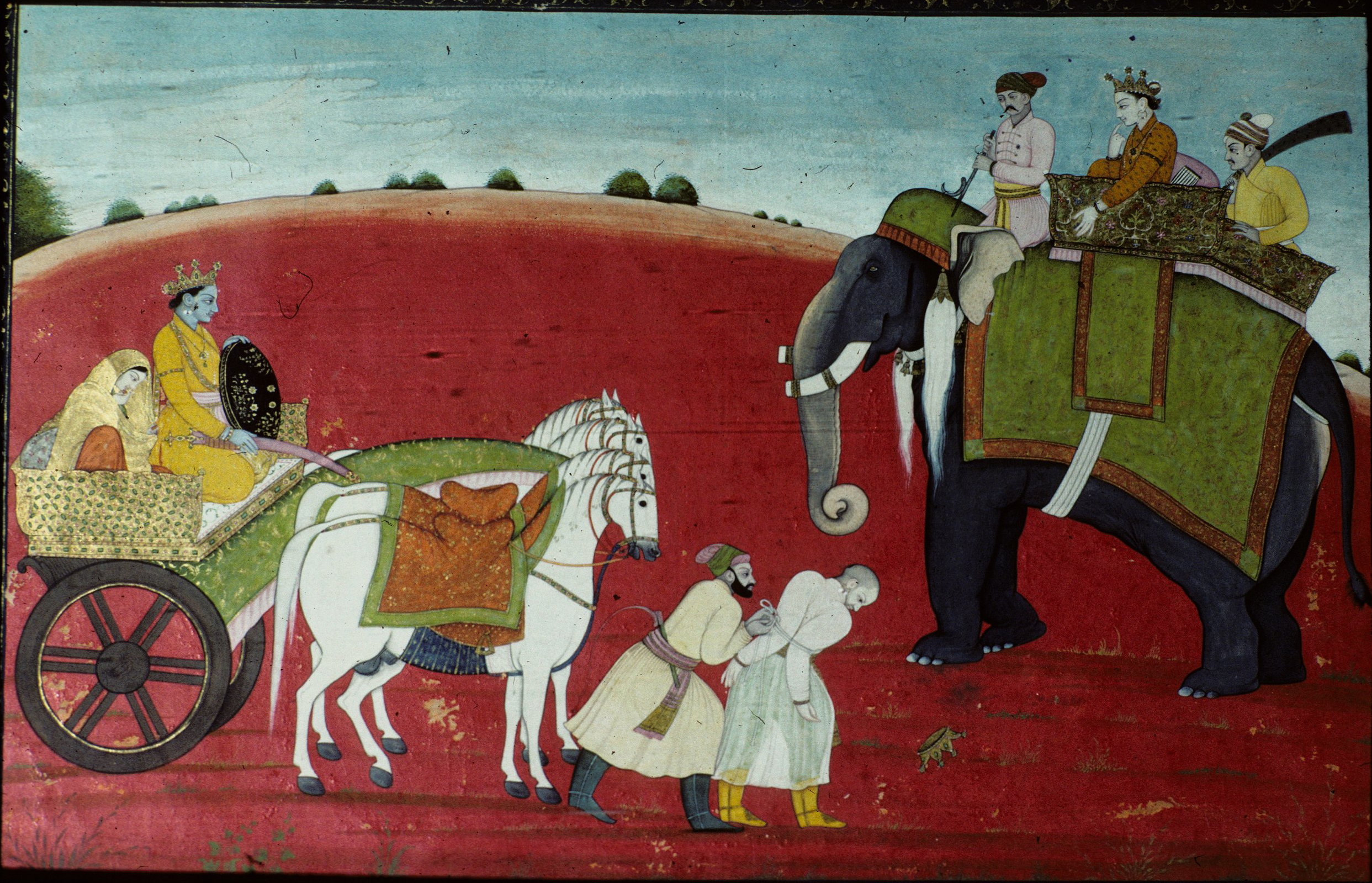
縛られたルクミンはバララーマによって解放される。1770年頃。チャンバ博物館（Chamba Museum）所蔵。

ルクミン（梵: रुक्मी, Rukmin, 英: Rukmi）は、インド神話の人物である。ヴィダルバ国の王ビーシュマカの息子で、ルクマラタ、ルクマバーフ、ルクマケーシャ、ルクママーリー、妹ルクミニーと兄弟。娘ルクマヴァティーの父、ローチャナーの祖父。叙事詩『マハーバーラタ』や『ハリヴァンシャ』、『バーガヴァタ・プラーナ』において、ルクミンはボージャカタ（Bhojakata）の王であり、ルクミニーの夫であるクリシュナの敵対者として語られている。

## 神話

### 青年時代
『マハーバーラタ』によると、ルクミンはガンダマーダナ山に住むキンプルシャ族の王ドルマに師事し、4部門の弓のヴェーダの全てを習得し、神々の三種の弓の1つであるインドラ神のヴィジャヤ弓を得ていた。他の2つの神弓のうち、アグニ神のガーンディーヴァ弓はアルジュナが、ヴィシュヌ神のシャールンガ弓はクリシュナが持っていた。

### クリシュナとの戦い
『バーガヴァタ・プラーナ』によると、ルクミニーはクリシュナとの結婚を望んでいたが、クリシュナを嫌っていたルクミンは妹を強引にチェーディ国の王シシュパーラと婚約させた。しかしルクミニーとシシュパーラとの結婚式の日、クリシュナはルクミニーを略奪し、クシャトリヤの軍を次々と撃退して逃走した。ルクミンは軍を率いてクリシュナを追いかけ、一騎打ちを挑んだ。ルクミンがクリシュナを挑発しながら3本の矢を射ると、クリシュナはすぐに6本の矢でルクミニーの弓を破壊し、8本の矢で戦車を牽く4頭の馬を、2本の矢で御者を射殺し、さらに3本の矢で戦車の軍旗を切り裂いた。それでもルクミンは反撃するために弓、棍棒、投槍、矛、剣、槍、盾など、様々な武器を手にしたが、そのたびにクリシュナの放った矢によって破壊された。最後にルクミンはクリシュナの剣によって殺されそうになったが、ルクミニーがクリシュナにすがりついて助命を求めたおかげで生き永らえた。ルクミンは縛り上げられ、彼の軍勢はクリシュナの軍の攻撃で壊滅した。そのあと、ルクミンは彼を憐れんだバララーマによって解放されたが、屈辱に打ちひしがれたルクミンはクリシュナに敗れた場所に都市ボージャカタを創建し、クリシュナを殺して妹を連れ戻すまで王都クンディナプラ（Kuṇḍinapura）に帰らないと誓った。『マハーバーラタ』や『ハリヴァンシャ』でも同様の物語が語られている。

### クル・クシェートラの大戦争
ルクミンの系図（『バーガヴァタ・プラーナ』より）
|  |  |              |              |              |              | ビーシュマカ | ビーシュマカ | ビーシュマカ | ビーシュマカ | ビーシュマカ | ビーシュマカ |                  |                  |                  |                  |                  |                  |            |            |              |              |              |              | ヴァスデーヴァ | ヴァスデーヴァ | ヴァスデーヴァ | ヴァスデーヴァ | ヴァスデーヴァ | ヴァスデーヴァ |  |  |  |  |  |  |  |  |  |  |  |  |
|  |  |              |              |              |              | ビーシュマカ | ビーシュマカ | ビーシュマカ | ビーシュマカ | ビーシュマカ | ビーシュマカ |                  |                  |                  |                  |                  |                  |            |            |              |              |              |              | ヴァスデーヴァ | ヴァスデーヴァ | ヴァスデーヴァ | ヴァスデーヴァ | ヴァスデーヴァ | ヴァスデーヴァ |  |  |  |  |  |  |  |  |  |  |  |  |
|  |  |              |              |              |              |              |              |              |              |              |              |                  |                  |                  |                  |                  |                  |            |            |              |              |              |              |                |                |                |                |                |                |  |  |  |  |  |  |  |  |  |  |  |  |
|  |  | ルクミン     | ルクミン     | ルクミン     | ルクミン     | ルクミン     | ルクミン     |              |              |              |              |                  |                  |                  |                  | ルクミニー       | ルクミニー       | ルクミニー | ルクミニー | ルクミニー   | ルクミニー   |              |              | クリシュナ     | クリシュナ     | クリシュナ     | クリシュナ     | クリシュナ     | クリシュナ     |  |  |  |  |  |  |  |  |  |  |  |  |
|  |  | ルクミン     | ルクミン     | ルクミン     | ルクミン     | ルクミン     | ルクミン     |              |              |              |              |                  |                  |                  |                  | ルクミニー       | ルクミニー       | ルクミニー | ルクミニー | ルクミニー   | ルクミニー   |              |              | クリシュナ     | クリシュナ     | クリシュナ     | クリシュナ     | クリシュナ     | クリシュナ     |  |  |  |  |  |  |  |  |  |  |  |  |
|  |  |              |              |              |              |              |              |              |              |              |              |                  |                  |                  |                  |                  |                  |            |            |              |              |              |              |                |                |                |                |                |                |  |  |  |  |  |  |  |  |  |  |  |  |
|  |  |              |              |              |              |              |              |              |              |              |              |                  |                  |                  |                  |                  |                  |            |            |              |              |              |              |                |                |                |                |                |                |  |  |  |  |  |  |  |  |  |  |  |  |
|  |  | 欠名         | 欠名         | 欠名         | 欠名         | 欠名         | 欠名         |              |              |              |              | ルクマヴァティー | ルクマヴァティー | ルクマヴァティー | ルクマヴァティー | ルクマヴァティー | ルクマヴァティー |            |            | プラデュムナ | プラデュムナ | プラデュムナ | プラデュムナ | プラデュムナ   | プラデュムナ   |                |                |                |                |  |  |  |  |  |  |  |  |  |  |  |  |
|  |  | 欠名         | 欠名         | 欠名         | 欠名         | 欠名         | 欠名         |              |              |              |              | ルクマヴァティー | ルクマヴァティー | ルクマヴァティー | ルクマヴァティー | ルクマヴァティー | ルクマヴァティー |            |            | プラデュムナ | プラデュムナ | プラデュムナ | プラデュムナ | プラデュムナ   | プラデュムナ   |                |                |                |                |  |  |  |  |  |  |  |  |  |  |  |  |
|  |  |              |              |              |              |              |              |              |              |              |              |                  |                  |                  |                  |                  |                  |            |            |              |              |              |              |                |                |                |                |                |                |  |  |  |  |  |  |  |  |  |  |  |  |
|  |  | ローチャナー | ローチャナー | ローチャナー | ローチャナー | ローチャナー | ローチャナー |              |              |              |              |                  |                  |                  |                  | アニルッダ       | アニルッダ       | アニルッダ | アニルッダ | アニルッダ   | アニルッダ   |              |              |                |                |                |                |                |                |  |  |  |  |  |  |  |  |  |  |  |  |
|  |  | ローチャナー | ローチャナー | ローチャナー | ローチャナー | ローチャナー | ローチャナー |              |              |              |              |                  |                  |                  |                  | アニルッダ       | アニルッダ       | アニルッダ | アニルッダ | アニルッダ   | アニルッダ   |              |              |                |                |                |                |                |                |  |  |  |  |  |  |  |  |  |  |  |  |
|  |  |              |              |              |              |              |              |              |              |              |              |                  |                  |                  |                  |                  |                  |            |            |              |              |              |              |                |                |                |                |                |                |  |  |  |  |  |  |  |  |  |  |  |  |

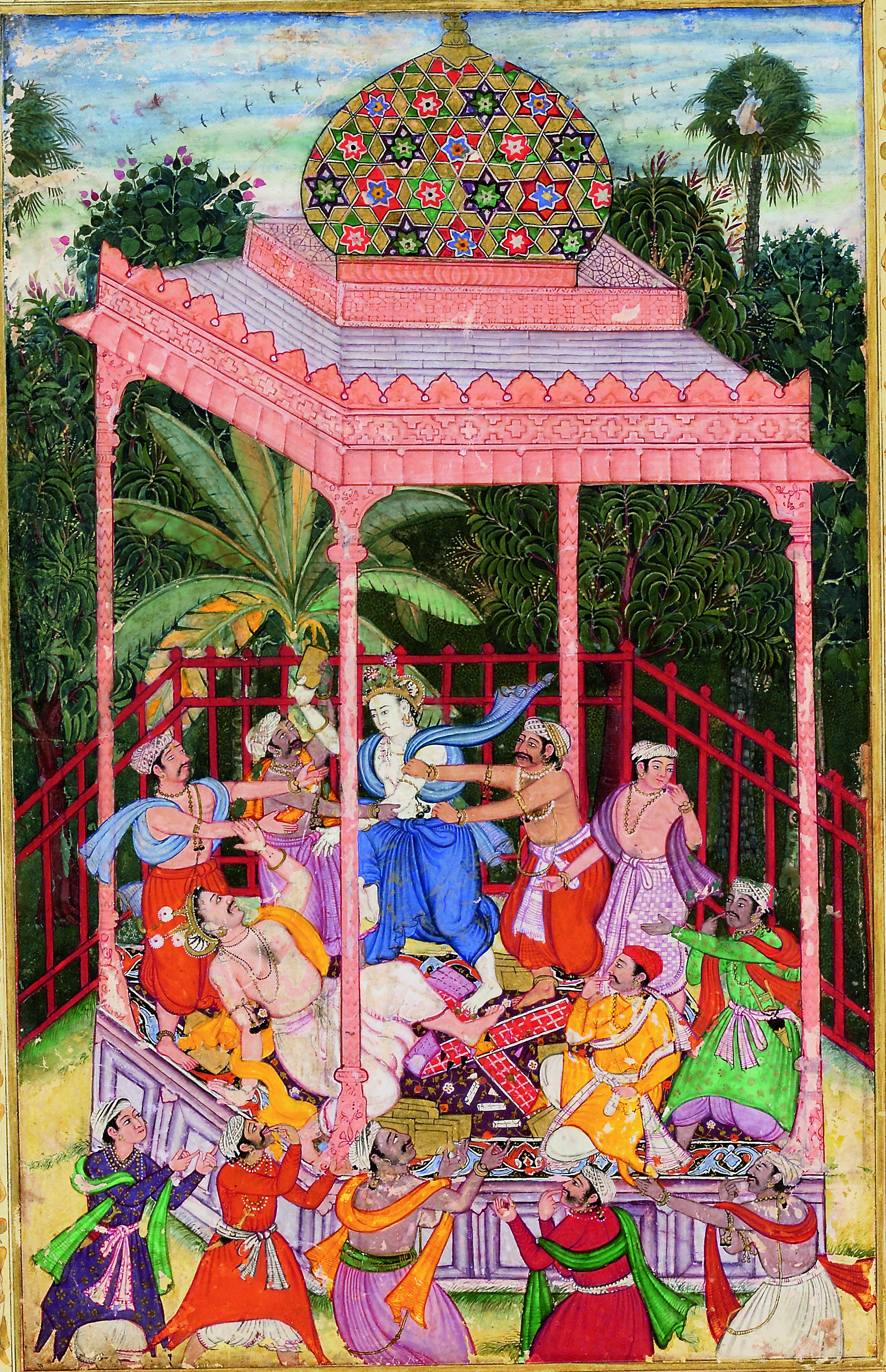
バララーマに殺されるルクミン。サンディエゴ美術館所蔵。

ルクミンおよびバララーマは、クル・クシェートラでの大戦争が始まる直前にパーンダヴァ5王子の陣営を訪れているが、戦争には加わらなかった。バララーマはパーンダヴァもカウラヴァも等しく愛するがゆえに、両者の戦いを見ることに耐えられず、パーンダヴァの陣営を訪れたのちに去った。ルクミンはまず最初にパンーダヴァの陣営を訪れた。彼はアルジュナに対して「もし戦場で恐れるならば、私が助けよう」と言った。しかしアルジュナは恐れることなどないから助けは必要ないと言い、去るなり留まるなり、好きにしろと言った。そこでルクミンは次にカウラヴァの陣営を訪れ、同じことをドゥルヨーダナに言うと、自惚れの強いドゥルヨーダナもまたルクミンの助力を求めなかった。そのためルクミンはどちらの陣営にも加わらずに去った。

### クリシュナと姻戚関係となる
クリシュナとルクミニーの息子プラデュムナは、ルクミンの都ボージャカタで暮らし、ルクミンの娘ルクマヴァティーと結婚した。これはプラデュムナがルクマヴァティーの婿選びの儀式（スヴァヤンヴァラ）で勝者となったためであり、ルクミンのクリシュナへの憎しみは少しも和らいでいなかったが、愛する妹を喜ばせるために2人の結婚を認めた。2人の間にはアニルッダが生まれた。さらにルクミンは孫娘のローチャナーをアニルッダの妻として与えた。

### ルクミンの死
ローチャナーとアニルッダの結婚式はボージャカタで行われた。結婚式にはクリシュナとルクミニー、バララーマをはじめとするヴリシュニ族やその他の諸王族がボージャカタに集まった。結婚式が終わるとカリンガ王たちはバララーマが賽子賭博を熟知せずに熱中していることを指摘し、「賽子でバララーマに敗北を味わわせてやれ」とルクミンを焚きつけた。ルクミンはバララーマを賭博に招き、次々と勝利した。ルクミンが勝利するたびにカリンガ王はバララーマを嘲笑した。しかもルクミンはバララーマが勝利するとイカサマを使って勝ちを奪ったうえに、田舎者と呼んで侮辱した。しかしバララーマの怒りが頂点に達したとき、ルクミンは鉄の棒で殺害された。逃げようとしたカリンガ王は捕えられて、すべての歯を粉砕され、その他の諸王もことごとくバララーマに殺された。